# Juragewässerkorrektion

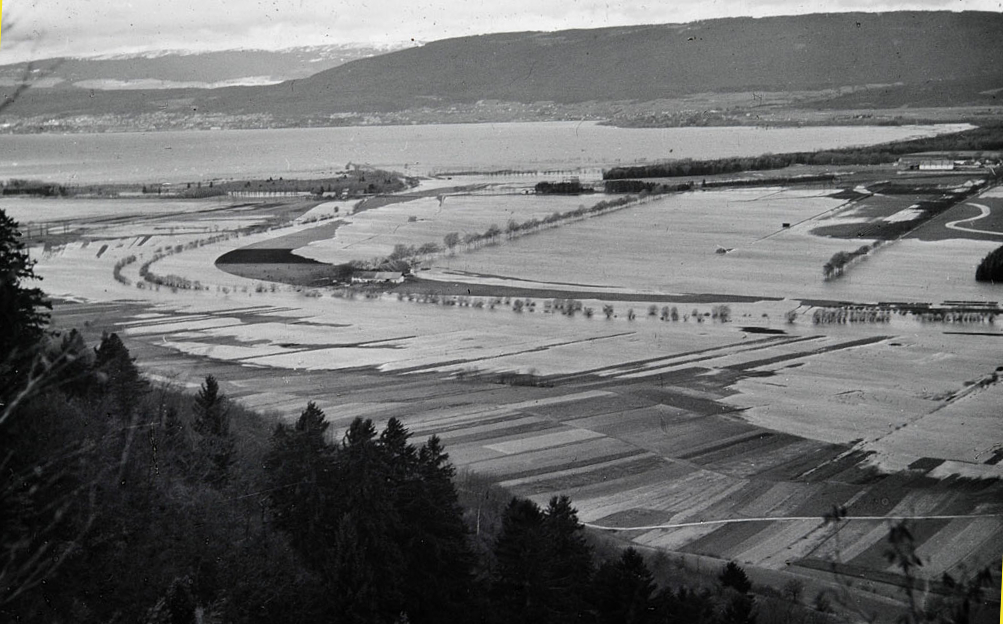
Überschwemmungen des Grossen Mooses kamen vor den Juragewässerkorrektionen oft vor, im Hintergrund der Neuenburgersee

Bei den Juragewässerkorrektionen, auch als Juragewässerkorrekturen bezeichnet, wurde die Aare ab Aarberg in den Bielersee umgeleitet. Für die Zuleitung in den See wurde der Hagneckkanal und für die Ableitung zurück ins alte Aare-Bett bei Büren der Nidau-Büren-Kanal gebaut. Als leistungsfähigere Verbindungen zwischen den drei Jurarandseen wurden der Broyekanal (zwischen Murten- und Neuenburgersee) und der Zihlkanal (zwischen Neuenburger- und Bielersee) gebaut. Mit diesen Kanälen wurde zusätzliche Abflusskapazität für Hochwasser geschaffen und die ausgleichende Wirkung der drei zusammenhängenden Seen ausgedehnt. Die Aare erreicht im Unterlauf geringere Hochwasserstände als in früheren Jahrhunderten. Zur Regulierung dient das Wehr Port im Nidau-Büren-Kanal.
Anschliessend konnten das durch Überschwemmungen versumpfte Gebiet zwischen den drei Seen – das Schweizer Seeland im engeren Sinn –, die Orbeebene westlich des Neuenburgersees und das Flussgebiet der Aare zwischen Aarberg und Solothurn entwässert und landwirtschaftlich nutzbar gemacht werden. Durch die Absenkung des Neuenburgersees bildete sich aus dessen ehemaligen Flachwasserzonen am Süd- und Ostufer die Grande Cariçaie.
Die erste Gewässerkorrektion von 1868 bis 1891 erwies sich als nicht ausreichend. Deshalb erfolgten 1939 und 1962/1963 bis 1973 zusätzliche Massnahmen (zweite Juragewässerkorrektion).

## Ausgangslage und Problemlösung

Die vier grossen Kanäle in rot:
1: Zihlkanal
2: Broyekanal
3: Hagneckkanal
4: Nidau-Büren-Kanal
Die kleinen Entwässerungskanäle in violett

Wegen des geringen Gefälles der Aare zwischen Aarberg und Solothurn war dieser Teil des Aaretals ein breiter versumpfter und oft überschwemmter Landstreifen. Ab dem 17. Jahrhundert erhöhte sich das Flussbett durch Geschiebe-Ablagerung, wodurch die Entwässerung aus dem tiefliegenden linksseitigen Seeland zunehmend behindert wurde. Bei Hochwasser floss sogar Aarewasser ins Seeland zurück. Durch das dort entstandene Grosse Moos vergrösserte sich bis zum 19. Jahrhundert die landwirtschaftlich nicht nutzbare Fläche zwischen Solothurn und dem Seeland auf mehr als das Doppelte.

Situation vor den Gewässerkorrektionen, die grösstenteils versumpften Überschwemmungsgebiete in Blaugrün

Eine Bitte um Hilfe an die Berner Patrizier bewirkte 1704 die Erarbeitung eines ersten Korrektionsvorschlags. Nach verheerenden Überschwemmungen in den Jahren 1831 und 1832 gründeten die Bewohner aus allen fünf betroffenen Kantonen ein Korrektionskomitee, dessen Präsident Johann Rudolf Schneider wurde. Nach der 1848 erfolgten Gründung des modernen Bundesstaates wurde die Korrektion zur landesweiten Aufgabe, was ihre Lösung beschleunigte.
Die Aare lediglich zu vertiefen und einzudämmen genügte nicht als nachhaltige Problemlösung. Als Grundproblem blieb, dass die Aare als Gebirgsfluss viel Geschiebe mitführt, dessen weitere Ablagerung im flachen Flusslauf ab Aarberg künftig zu vermeiden war. Als Ablagerungsbecken bot sich der Bielersee an. Die grossräumige Umleitung der Aare durch den See legte nahe, den etwa gleich hohen Wasserspiegel der drei zusammenhängenden Seen zu senken. Auf diese Weise konnten ehemals trockene Uferstreifen wieder zurückgewonnen werden. Zudem konnte die Entwässerung des bisher nicht wesentlich über den Seespiegeln liegenden Grossen Mooses nach Süden in den Neuenburgersee erfolgen. Die Aare-Umleitung nach Westen (Hagneckkanal) und das breite und lange Ablagerungsfeld nördlich von Aarberg hätten die gesamte Entwässerung nach Norden erschwert. In Richtung Norden brauchte nur das weniger versumpfte, nördlich des künftigen Hagneckkanals und links der Alten Aare liegende Gebiet entwässert werden.
Bisher diente die in der Nähe von Büren in die Aare mündende relativ kleine Zihl als Abfluss aus dem Bielersee. Das zusätzlich abzuführende Aare-Wasser erforderte eine grössere Abflussrinne: den Nidau-Büren-Kanal. Zu erweitern waren auch die Verbindungen zwischen den Seen: Broyekanal zwischen Murten- und Neuenburgersee und Zihlkanal zwischen Neuenburger- und Bielersee.
Bis Solothurn war die alte Aare ab Büren wegen ihres geringen Gefälles zu verbreitern, zu begradigen und unterhalb von Solothurn zu vertiefen (Beseitigung des sogenannten Emme-Riegels).

## Erste Juragewässerkorrektion (1868–1891)

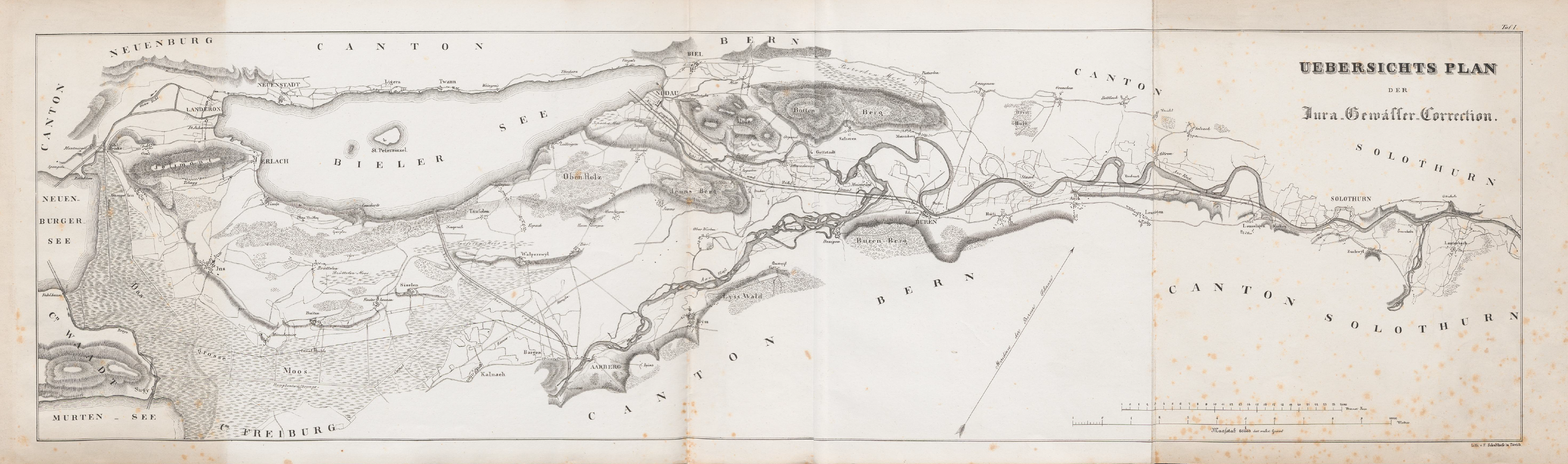
Juragewässerkorrektion, Uebersichtsplan 1850

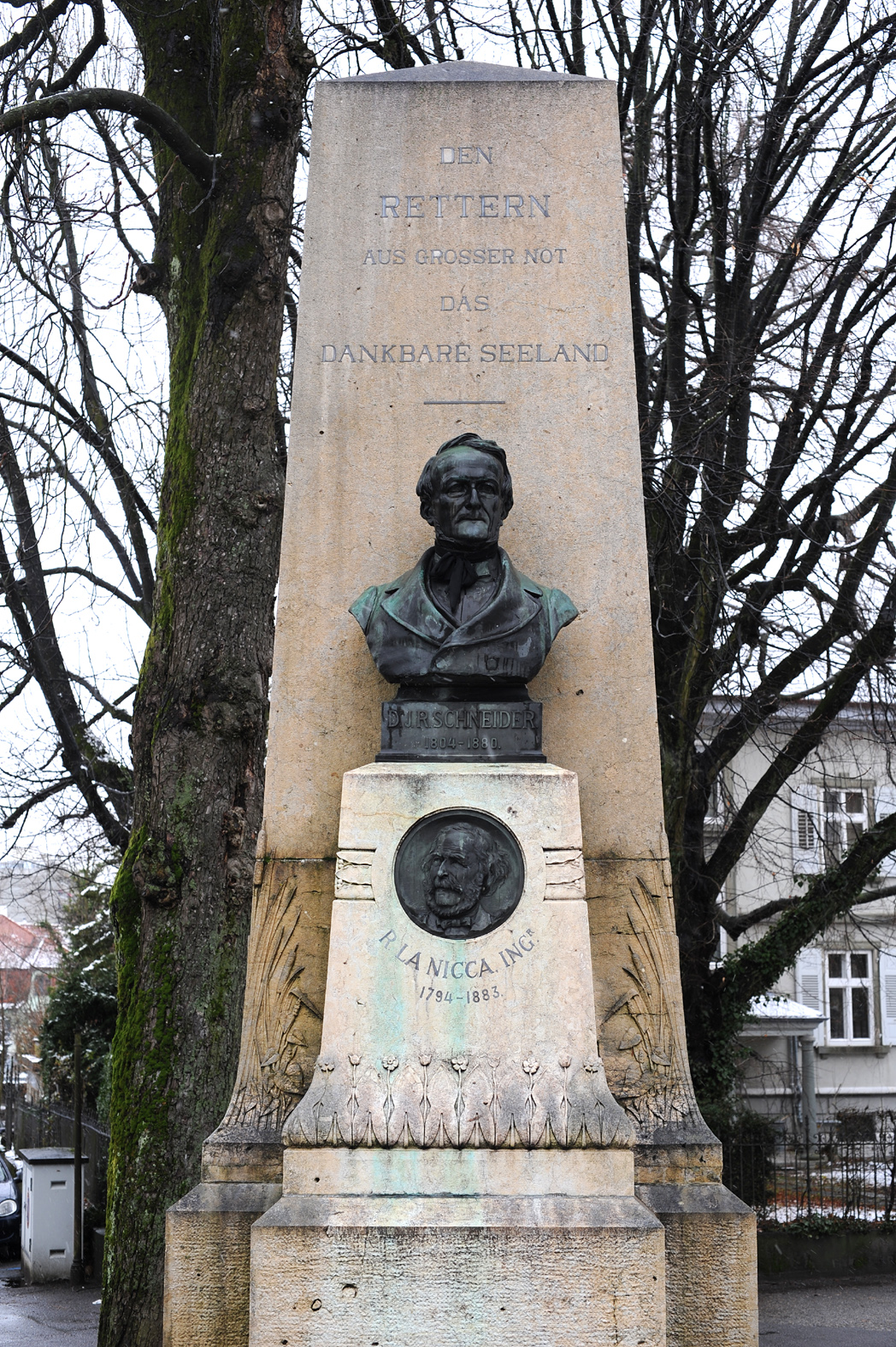
Denkmal in Nidau für Johann Rudolf Schneider und Richard La Nicca

Ein Beitrag des Bundes von fünf Millionen Franken sicherte die Planung und Realisierung der ersten Massnahmen. Der Bündner Kantonsoberingenieur Richard La Nicca arbeitete – nach nicht weiterverfolgten Vorplanungen von Jan Pawel Lelewel 1834 – im Auftrag der Kantone Bern, Solothurn, Freiburg, Neuenburg und Waadt ein Projekt aus. Es sah folgende bauliche Massnahmen und Neuanlagen vor:
- Ableitung der Aare von Aarberg in den Bielersee durch den neuen Hagneckkanal
- Senkung der drei Seen um 2,5 m
- Ableitung des im Bielersee vereinigten Wassers von Aare, Broye, Zihl und Schüss durch den neuen Nidau-Büren-Kanal
- Korrektion der oberen Zihl zwischen Neuenburger- und Bielersee
- Korrektion der unteren Broye zwischen Murten- und Neuenburgersee
- Anpassungsarbeiten auf der Flussstrecke Büren bis zur Emme-Mündung unterhalb Solothurns

Ab 1868 entstand als erstes der Nidau-Büren-Kanal, der zwischen dem Bielersee bei Nidau und Port neu gegraben und als begradigte und vertiefte Zihl weiter geführt wurde. Ab der alten Zihl-Mündung wurde noch eine grosse Aare-Schleife abgeschnitten, bevor der Kanal bei Büren an die alte Aare anschloss. Weil nun die Seespiegel bei Niedrigwasser zu stark fielen und so die Schifffahrt gefährdeten, wurde 1885–1887 kurz oberhalb der Einmündung der Zihl in Nidau eine Schleuse gebaut.
Dann folgte ab 1875 der Bau des Hagneckkanals (Umleitung der Aare von Aarberg in den Bielersee). Am 16. August 1878 floss das Wasser der Aare erstmals in den Bielersee.
1885 waren auch Broye- und Zihlkanal fertiggestellt und die Kantonsgrenze Bern-Neuenburg 1894 dem neuen Verlauf der Zihl angepasst.

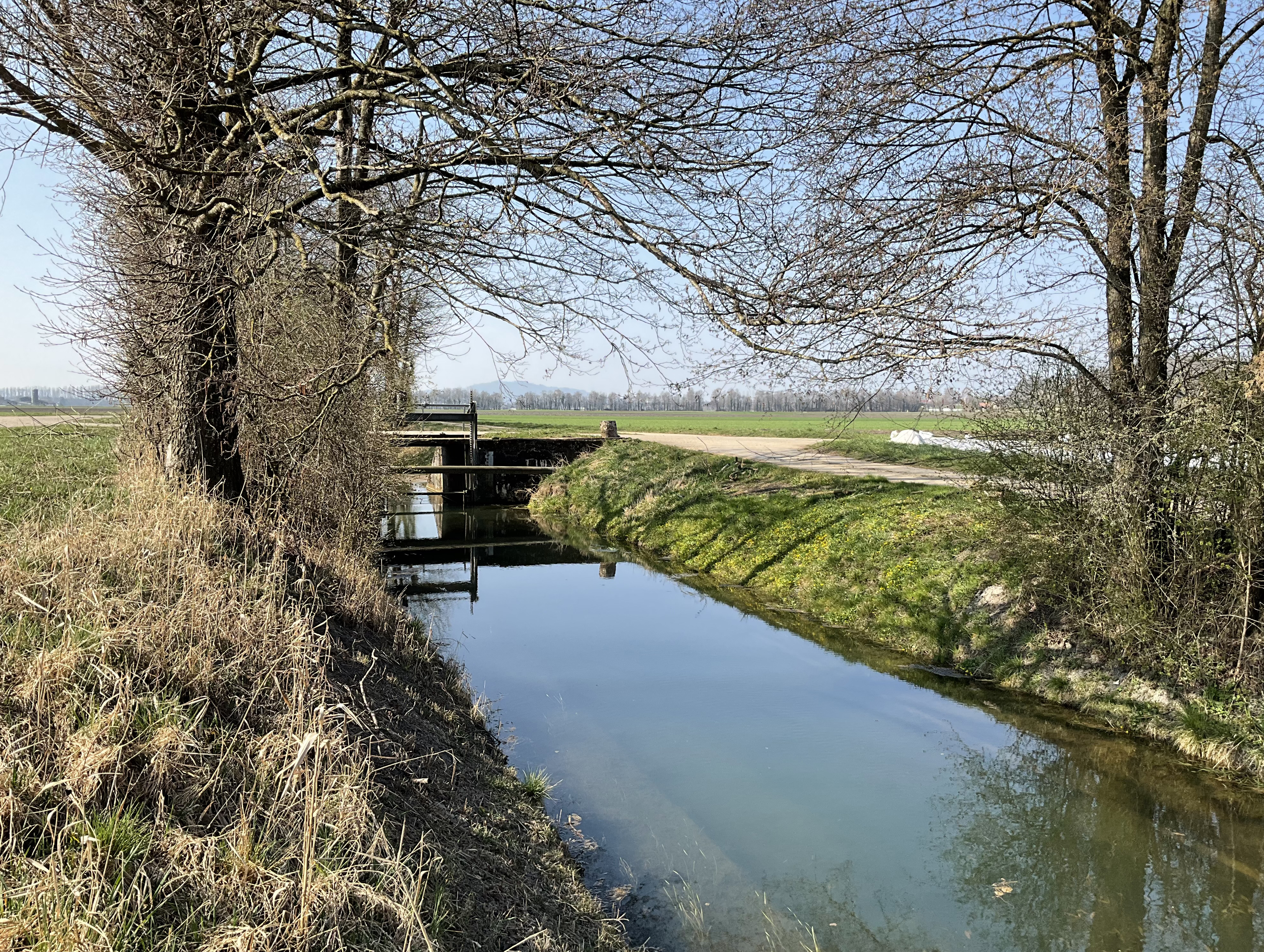
Binnenkanal im Grossen Moos

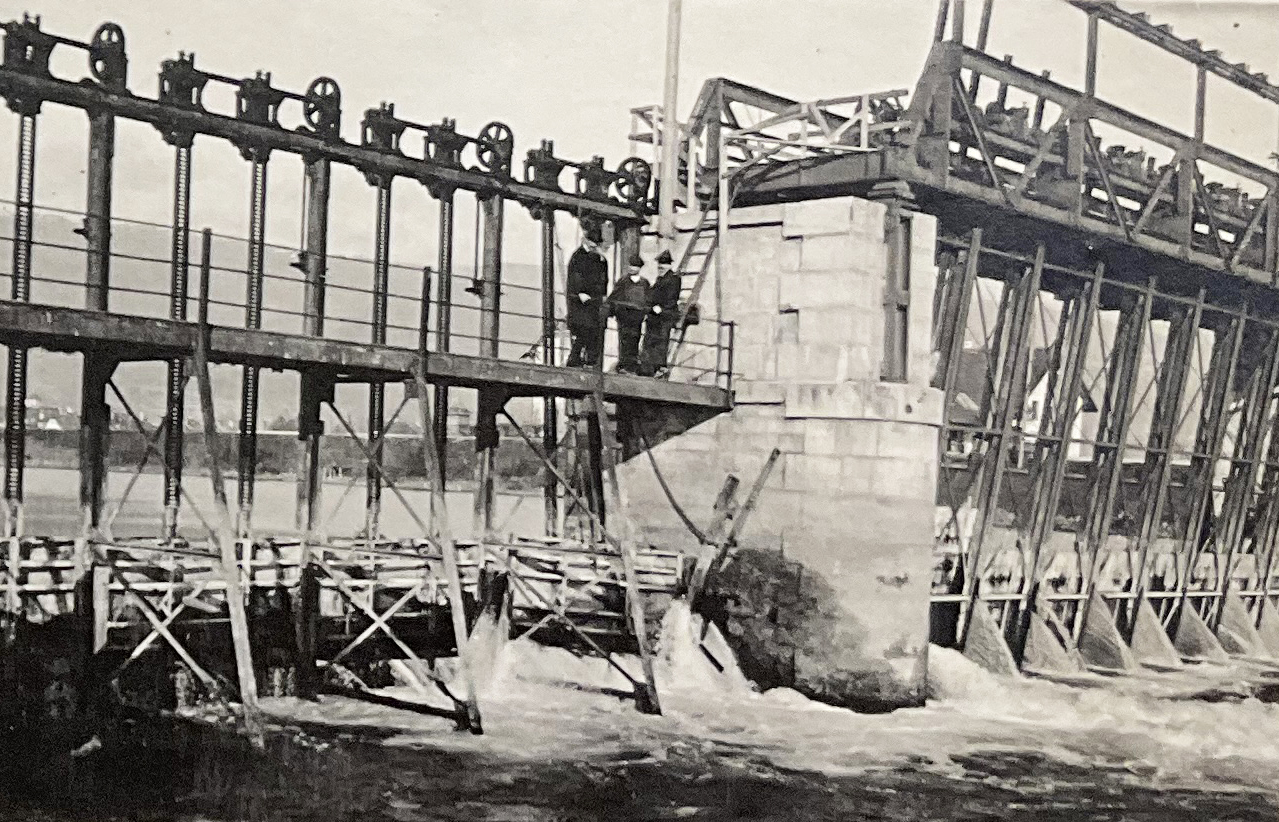
Stauwehr Nidau 1921

Durch die Absenkung der drei Seen traten entlang aller Flachufer Pfahlbausiedlungen aus der Bronzezeit zu Tage, und im Bielersee wuchsen die St. Petersinsel und die Chüngeliinsel zusammen und wurden mit dem frei gelegten Seerücken nach Erlach zur Halbinsel. Allerdings wurde der Heide(n)weg, die neu entstandene Verbindung zwischen Erlach und der Insel, immer wieder durch Hochwasser überschwemmt; ein Problem, welches erst mit der zweiten Juragewässerkorrektion gelöst wurde.
Die eingesetzten technischen Mittel waren beachtlich: zwei Dampfbaggermaschinen, zwei Dampfkrane, 24 Transportschiffe, 122 Kippkisten, 70 Rollwagen, zwei kleine Dampflokomotiven und vier Kilometer Schienen.
Im Bundesbeschluss zur Juragewässerkorrektion von 1867 wurde die Entsumpfung der Moore nicht erwähnt, da die Organisation und Finanzierung kantonal geregelt werden sollten, trotzdem stellt die Binnenkorrektion mit dem Bau zahlreicher Entwässerungskanäle die logische Folge und den Abschluss der Juragewässerkorrektion dar. Erst diese Kanäle bildeten die Voraussetzung für die landwirtschaftliche Nutzung und sind heute noch praktisch unverändert in Gebrauch.

## Zweite Juragewässerkorrektion (1962–1973)

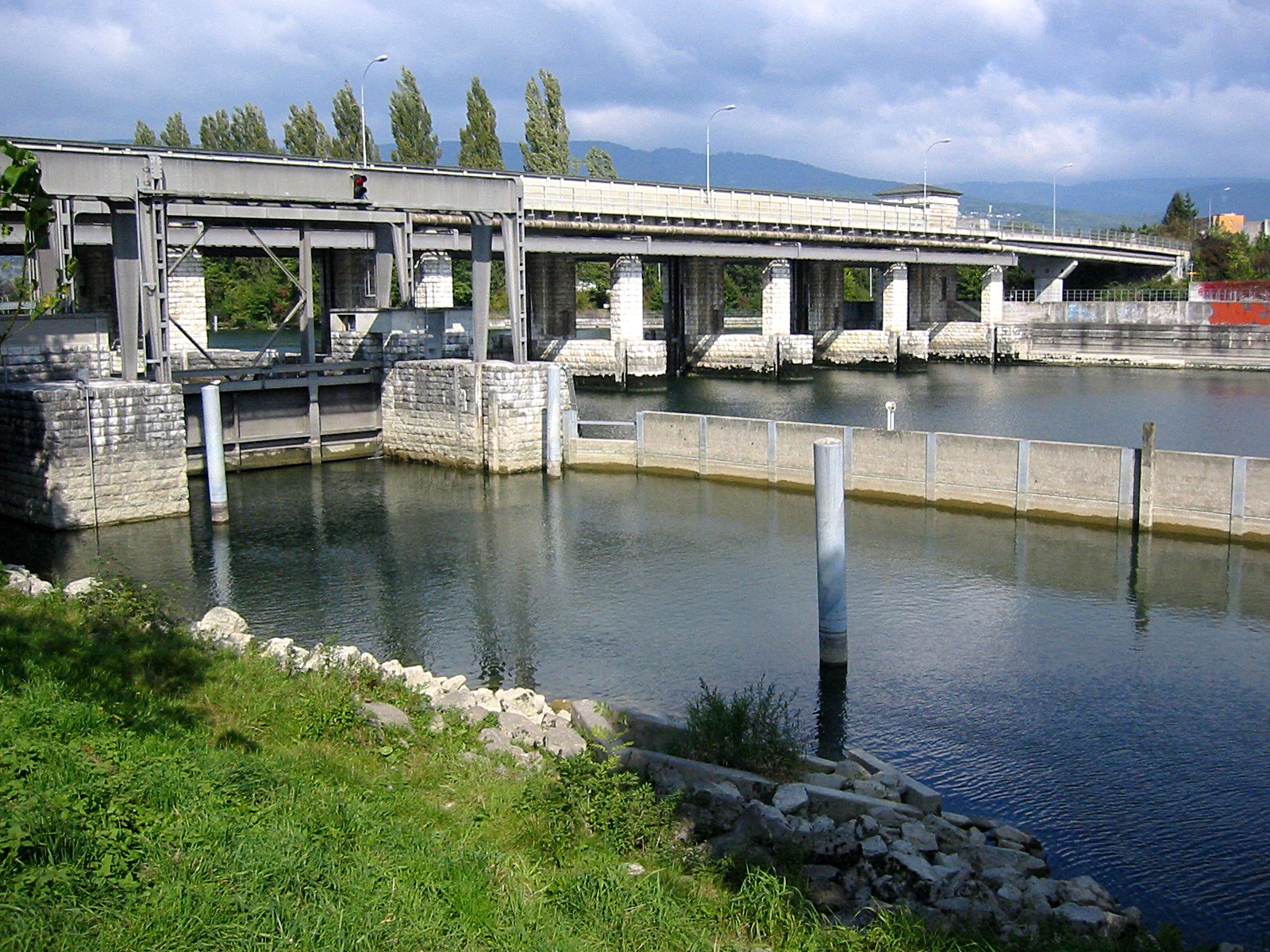
Regulierwehr Port

Auch nach der 1. Juragewässerkorrektion kam es noch zu teilweise katastrophalen Überschwemmungen. Die Probleme waren ungünstige Verhältnisse zwischen Zu- und Abfluss der drei Juraseen und Setzungen der Torfböden im Grossen Moos. Eine 2. Juragewässerkorrektion wurde geplant:
- Zusammenschluss der drei Juraseen zu einem kommunizierenden System durch Verbreiterung und Vertiefung der Kanäle
- Erhöhung des Abflussvermögens im Nidau-Büren-Kanal
- Regulierbarkeit aller drei Seeniveaus durch ein Regulierwehr am Ausfluss des Bielersees bei Port
- Regulierbarkeit des Wasserstands der Aare zwischen Port und der Emmemündung bei Zuchwil
- Möglichkeit zur künftigen Anpassung der Seespiegel an die voraussichtlich zunehmende Senkung der Böden im Grossen Moos

Mit dem Bundesbeschluss über die Bewilligung eines Beitrages an den Kanton Bern für die Erstellung einer neuen Wehranlage in Nidau-Port vom 20. September 1935 gab das Schweizer Parlament seine Zustimmung zum Beginn der Planungsarbeiten.
Bis 1939 entstand daraufhin im Nidau-Büren-Kanal das Regulierwehr Port mit einer Schleuse, und das alte Wehr Nidau oberhalb der Einmündung der Zihl wurde abgebrochen.
In den Jahren 1944, 1948, 1950, 1952, 1953 und 1955 wurde das Seeland erneut von Überschwemmungen heimgesucht.
1962 oder 1963 begannen unter der Leitung des Ingenieurs Robert Müller die weiteren Arbeiten der 2. Juragewässerkorrektion, die bis 1973 dauerten.
Dabei wurden die folgenden Arbeiten ausgeführt:
- Das Kraftwerk Flumenthal wurde als Regulierwehr erstellt
- Das Bett der Aare zwischen Büren an der Aare und Flumenthal wurde erweitert und der sogenannte Emmeriegel entfernt
- Broye-, Zihl- und Nidau-Büren-Kanal sowie der Aarelauf Büren an der Aare-Flumenthal wurden verbreitert, vertieft und die Ufer ausgebaut.

Nach dieser zweiten Korrektion entwickelte sich das Seeland zum wichtigsten Gemüseanbaugebiet der Schweiz.

## Diskussion über 3. Juragewässerkorrektion
Die Gemüsefelder im Seeland liegen teilweise zwei Meter tiefer als noch vor 30 Jahren. Am 1. März 2018 wurde an der Generalversammlung der Vereinigung Pro Agricultura Seeland beschlossen, eine 3. Juragewässerkorrektion zu verlangen. Die Initianten rechnen mit Kosten von einer Milliarde Franken innerhalb der nächsten dreissig Jahre.